# Birria

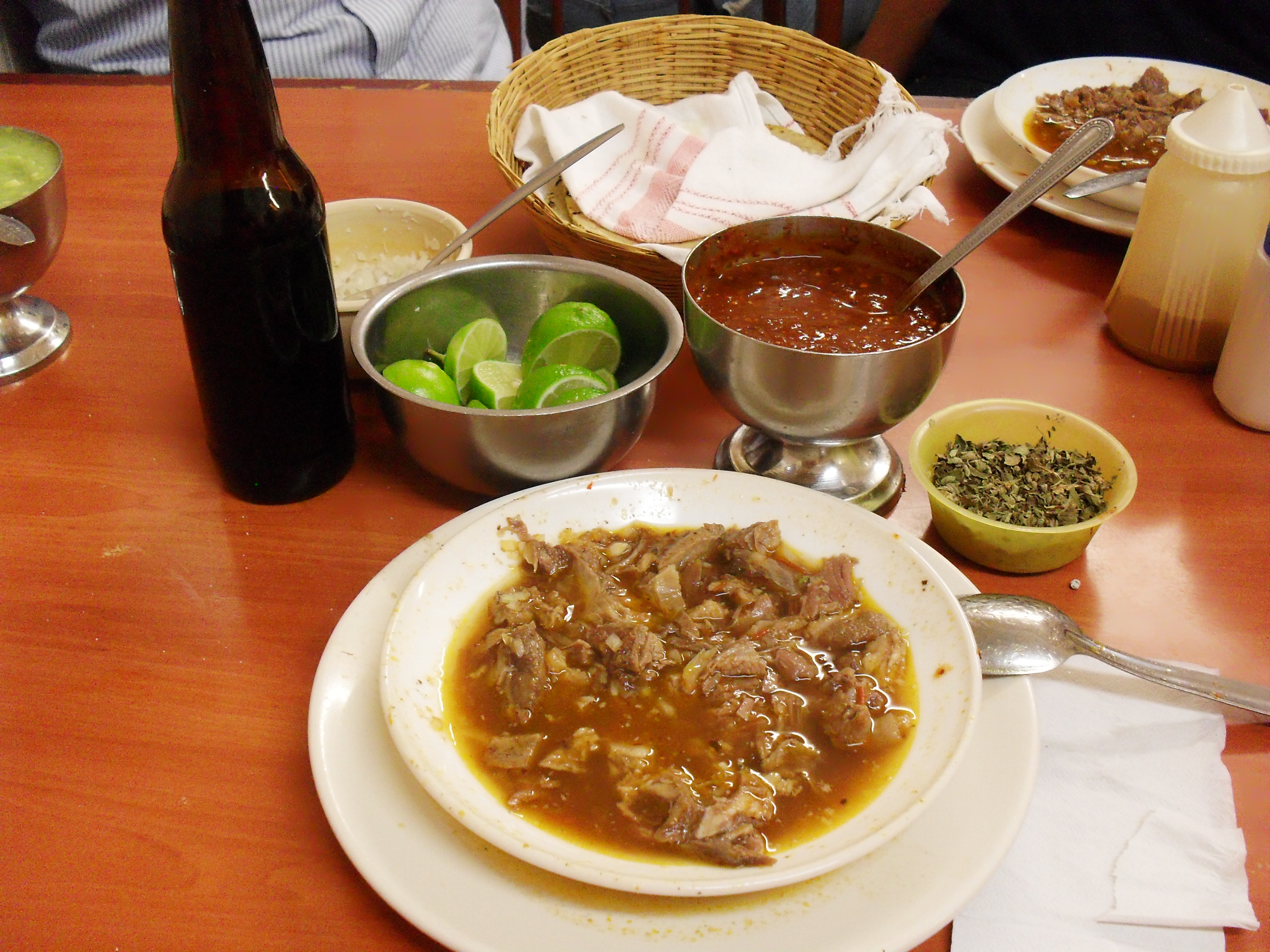
Birria (vorne) mit Zutaten

Birria (span. für Plunder, wertloses Zeug) ist eine traditionelle mexikanische Speise, die besonders im Bundesstaat Jalisco populär ist, wo der Eintopf ursprünglich entstand.
Nach traditioneller Art der Küche von Jalisco ist die Birria ein Gericht aus Ziegenfleisch, das in einer Soße mit diversen Gewürzen und gekochtem Chili im Ofen gegart wird und bei entsprechender Zubereitung als Birria Jalisciense bekannt ist.

## Geschichte
Nach der spanischen Eroberung Mexikos im 16. Jahrhundert vermehrten sich die Ziegen vor allem im Gebiet des heutigen Bundesstaates Jalisco rasant und entwickelten sich bald zu einer regelrechten Plage. Sie trampelten zahlreiche Beete und Saatfelder nieder und sorgten für ein ernsthaftes Versorgungsproblem und Hunger in der Bevölkerung. So kam es, dass die Ziegen schließlich getötet und verzehrt wurden. Schon bald entstanden die ersten birrierias; Lokale, die speziell diese Speise anboten. Während die traditionelle und ursprüngliche Birria aus Ziegenfleisch bestand, werden heute auch andere Fleischsorten wie Lamm, Schwein, Rind und Geflügel verwendet.
Eine der Hochburgen der Birria ist Guadalajara, die zweitgrößte Stadt  Mexikos und Hauptstadt des Bundesstaates Jalisco. In den Straßen rund um die Plaza Nueve Esquinas (dt. Platz der Neun Ecken), die sich im Stadtzentrum südlich der Avenida Libertad befindet, befinden sich einige Lokale, in denen die traditionelle birria de chivo (dt. Birria aus Ziegenfleisch) serviert wird. Die Birria ist traditionell vor allem ein Essen der einfachen Leute und fast folgerichtig befindet sich die Plaza de Las Nueve Esquinas in einem Gebiet, das früher als traditionelles Arbeiterviertel galt.